# Campeonato Europeo de Escalada
El Campeonato Europeo de Escalada es la máxima competición del deporte de escalada a nivel europeo. Es organizado desde 1992 por la Federación Internacional de Escalada Deportiva (IFSC), cada año par desde 2013 y anteriormente en los años pares.

## Pruebas
Actualmente se compite en cuatro pruebas:
- Dificultad o lead (desde 1992)
- Velocidad (desde 1992)
- Bloques o bouldering (desde 2000)
- Combinada (desde 2013)

## Ediciones
| Núm. | Año       | Sede                       | País                   |
| ---- | --------- | -------------------------- | ---------------------- |
| I    | 1992      | Fráncfort                  | Alemania               |
| II   | 1996      | París                      | Francia                |
| III  | 1998      | Núremberg                  | Alemania               |
| IV   | 2000      | Múnich                     | Alemania               |
| V    | 2002      | Chamonix                   | Francia                |
| VI   | 2004      | Lecco                      | Italia                 |
| VII  | 2006 2007 | Ekaterimburgo Birmingham   | Rusia · Reino Unido    |
| VIII | 2008      | París                      | Francia                |
| IX   | 2010      | Imst e Innsbruck           | Austria                |
| X    | 2013      | Chamonix Eindhoven         | Francia · Países Bajos |
| XI   | 2015      | Chamonix Innsbruck         | Francia · Austria      |
| XII  | 2017      | Campitello di Fassa Múnich | Italia · Alemania      |
| XIII | 2019      | Edimburgo Zakopane         | Reino Unido · Polonia  |
| XIV  | 2020      | Moscú                      | Rusia                  |
| XV   | 2022      | Múnich                     | Alemania               |
| XVI  | 2024      | Villars-sur-Ollon          | Suiza                  |

1. 1 2 3 4 5 6  En la primera sede se realizaron las competiciones de dificultad y velocidad, y en la segunda las de bloques.

## Medallero histórico
- Actualizado a Villars 2024.

| Núm. | País            | Oro | Plata | Bronce | Total |
| ---- | --------------- | --- | ----- | ------ | ----- |
| 1    | Francia         | 20  | 11    | 20     | 51    |
| 2    | Rusia           | 17  | 19    | 28     | 64    |
| 3    | Austria         | 12  | 7     | 9      | 28    |
| 4    | Eslovenia       | 9   | 12    | 3      | 24    |
| 5    | Ucrania         | 7   | 11    | 5      | 23    |
| 6    | Polonia         | 7   | 5     | 4      | 16    |
| 7    | Alemania        | 5   | 4     | 3      | 12    |
| 8    | República Checa | 4   | 9     | 5      | 18    |
| 9    | Italia          | 4   | 7     | 4      | 15    |
| 10   | Suiza           | 4   | 4     | 5      | 13    |
| 11   | España          | 4   | 2     | 5      | 11    |
| 12   | Bélgica         | 2   | 2     | 2      | 6     |
| 13   | Reino Unido     | 1   | 2     | 2      | 5     |
| 14   | Serbia          | 1   | 1     | 2      | 4     |
| 15   | Kazajistán      | 1   | 0     | 0      | 1     |
| 16   | Finlandia       | 0   | 1     | 0      | 1     |
| 16   | Israel          | 0   | 1     | 0      | 1     |
| 18   | Países Bajos    | 0   | 0     | 2      | 2     |
| 19   | Noruega         | 0   | 0     | 1      | 1     |
|      | TOTAL           | 98  | 98    | 100    | 296   |